# Nils Wolff Stiernberg

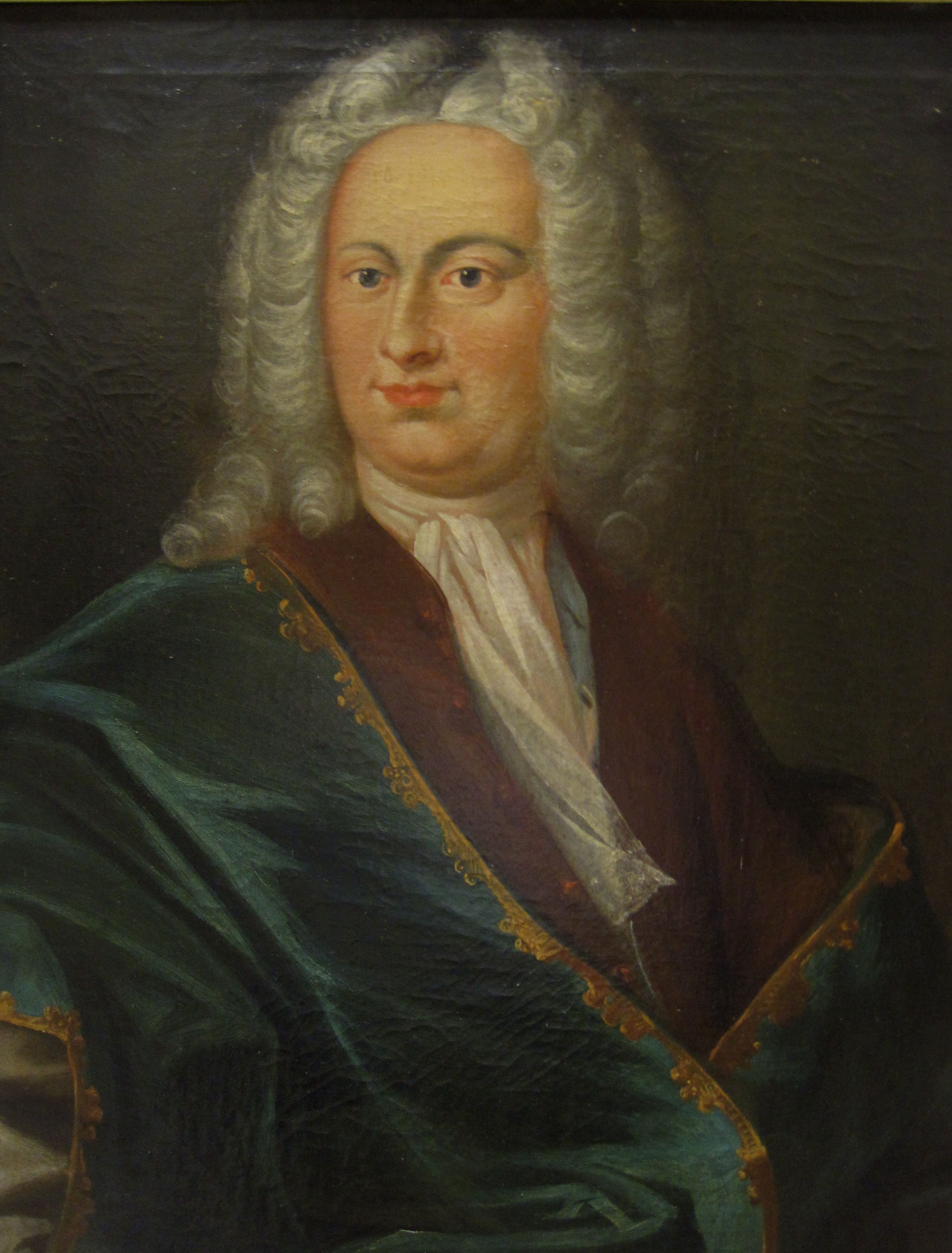
Nils Wolff Stiernberg på ett porträtt i Lunds universitets konstsamling.

Nils Wolff Stiernberg, född den 12 oktober 1641 i Sala, död den 6 november 1694 i Uppsala, var en svensk filosof. Han var son till borgmästaren i Sala Nils Wolff och Magdalena Bergia. Han gifte sig 1671 med änkan Anna Jeppesdatter Horster vars barn blev som hans egna. Styvdottern Maria adopterades och upptogs i Stiernbergs adelskap 1690.

## Biografi
Ännu ej elva år gammal inskrevs Stiernberg (som då ännu bara hette Wolff) som student vid Uppsala universitet. Sedan han där vunnit den filosofiska graden blev han guvernör för två söner till biskopen i Linköping, Enander-Gyllenadler, under en utrikes resa. Efter att 1666 ha tjänstgjort som legationssekreterare vid riksrådet friherre Sten Bielkes beskickning till Danmark och kursachsiska hovet, antogs han till lärare för den unge greve Carl Otto Stenbock, med vilken han begav sig till det nyöppnade universitetet i Lund, där han 1668 utnämndes till extra ordinarie professor i historia och vältalighet. Två år senare blev han ordinarie professor i logik och metafysik men lämnade denna befattning 1672, för att bevaka sin rätt i en process, som uppstått om den betydande förmögenhet han erhållit i sitt gifte. Under skånska kriget fick Wolff delvis ta sin tillflykt till Malmö. Han fick också problem eftersom styvsonen Jörgen/Jöran Horster blev arresterad för misstänkt snapphaneri. Wolf gick då i godo för den unge mannen som annars var teologistuderande i Lund, och skulle personligen föra honom från Malmö fästning. När de kom ut ur staden rymde Jörgen och slöt sig till de danska styrkorna igen. Wolf behöll dock sitt goda förhållande både till de svenska myndigheterna och styvsonen. Under kriget hade han flera offentliga uppdrag och medverkade starkt till införandet av svensk rätt i de nyförvärvade landskapen. År 1679 blev han professor i moralfilosofi i Uppsala, och fick tio år senare med denna professur förena uppsikten över det akademiska biblioteket. Han adlades 1689 och utbytte då sitt ofrälse namn mot Stiernberg.